# Buddleja albiflora
Buddleja albiflora är en flenörtsväxtart som beskrevs av Hemsley. Buddleja albiflora ingår i släktet buddlejor, och familjen flenörtsväxter. Inga underarter finns listade i Catalogue of Life.

## Bildgalleri

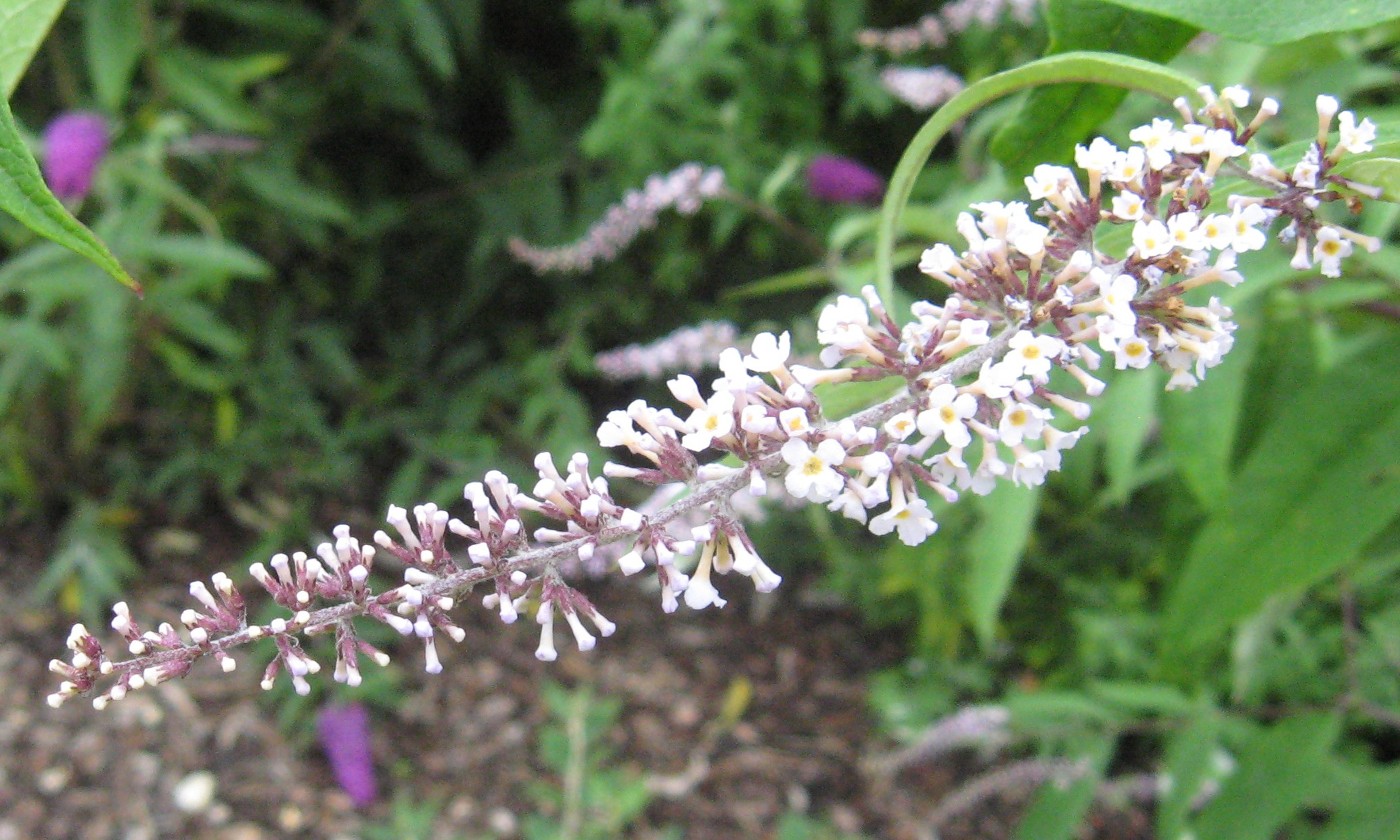